# 그리마
그리마(house centipede)는 그리마과(Scutigeridae, 표준어: 그리맛과)에 속하는 절지동물의 총칭이다. 지네나 노래기와 같은 벌레와 생김새가 유사하며, 저작할 수 있는 턱이 있으나 대체로 사람을 물지는 않는다. 생김새와 움직이는 폼이 사람들의 혐오감을 유발한다. 실질적인 해를 끼치지는 않고 오히려 해충을 잡아먹는 익충이라는 말도 있지만, 작은 알이나 유충이 아니고선 잡아먹지 못해 해충과 공생하고, 그리마가 묻히고 다니는 오줌이 피부 트러블을 유발하기 때문에 흔히 해충으로 분류된다. 기온이 내려가면 주택 내부에도 침입하는데 추운 집보다 따뜻한 집에서 많이 찾아볼 수 있다 하여 한국에서는 돈벌레 또는 "쉰발이/신발이"로 부르기도 한다. 한국에 서식하는 종류로는 집그리마·혹그리마·고려그리마·큰집게그리마 등이 있다. 그리마는 다른 곤충과 그 허물, 알을 주식으로 하며, 가정에서 바퀴벌레와 그 알을 먹기도 하나 주로 주택 밖에서 서식하는 동물이다. 천적으로는 포유류나 도마뱀, 뱀, 새, 두꺼비, 타란툴라 등이 있으며, 이 중 가장 무서운 천적은 자신을 마취시켜 애벌레의 먹이로 삼는 대모벌이 있다.

## 하위 속
| - Allothereua - Ballonema - Brasilophora - Diplacrophor - Madagassophora - Microthereua - Orthothereua - Parascutigera | - Pilbarascutigera - Podothereua - Prionopodella - Prothereua - Pselliodes - Pselliophora - Pselloides - 딱정그리마속 (Scutigera) | - Scutigerina - Sphendononema - Tachythereua - Teleotelson - Thereuella - Thereuonema - Thereuopoda - Thereuopodina |

## 사진

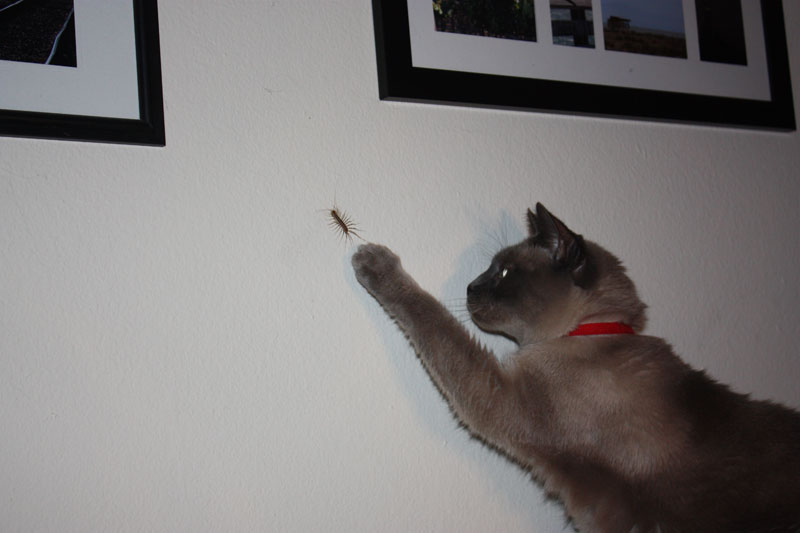
벽 위를 기어가는 그리마.